# Mihai Iovănel
Mihai Iovănel (n. 11 ianuarie 1979) este un critic și istoric literar român, cercetător al Institutului de Istorie și Teorie Literară „G. Călinescu” al Academiei Române.

## Biografie
Mihai Iovănel a studiat la Facultatea de Litere a Universității București, unde a obținut titlul de doctor în Filologie în 2011, sub coordonarea profesorului Dumitru Micu. A fost vreme de zece ani redactor la revista Cultura și în prezent scrie cronici de carte pentru Scena9. Este cercetător al Institutului de Istorie și Teorie Literară „G. Călinescu” din București, în cadrul căruia a lucrat la proiectele Dicționarului General al Literaturii Române (7 vol., 2004-2009), Cronologiei vieții literare românești. Perioada postbelică, 1944-1965 (10 vol., 2010-2012). Este autorul a patru volume personale, printre care și cea mai recentă istorie literară românească, publicată în 2021, Istoria literaturii române contemporane 1990-2020, care-a generat discuții aprinse în presa culturală.

#### Istoria literaturii române contemporane 1990-2020

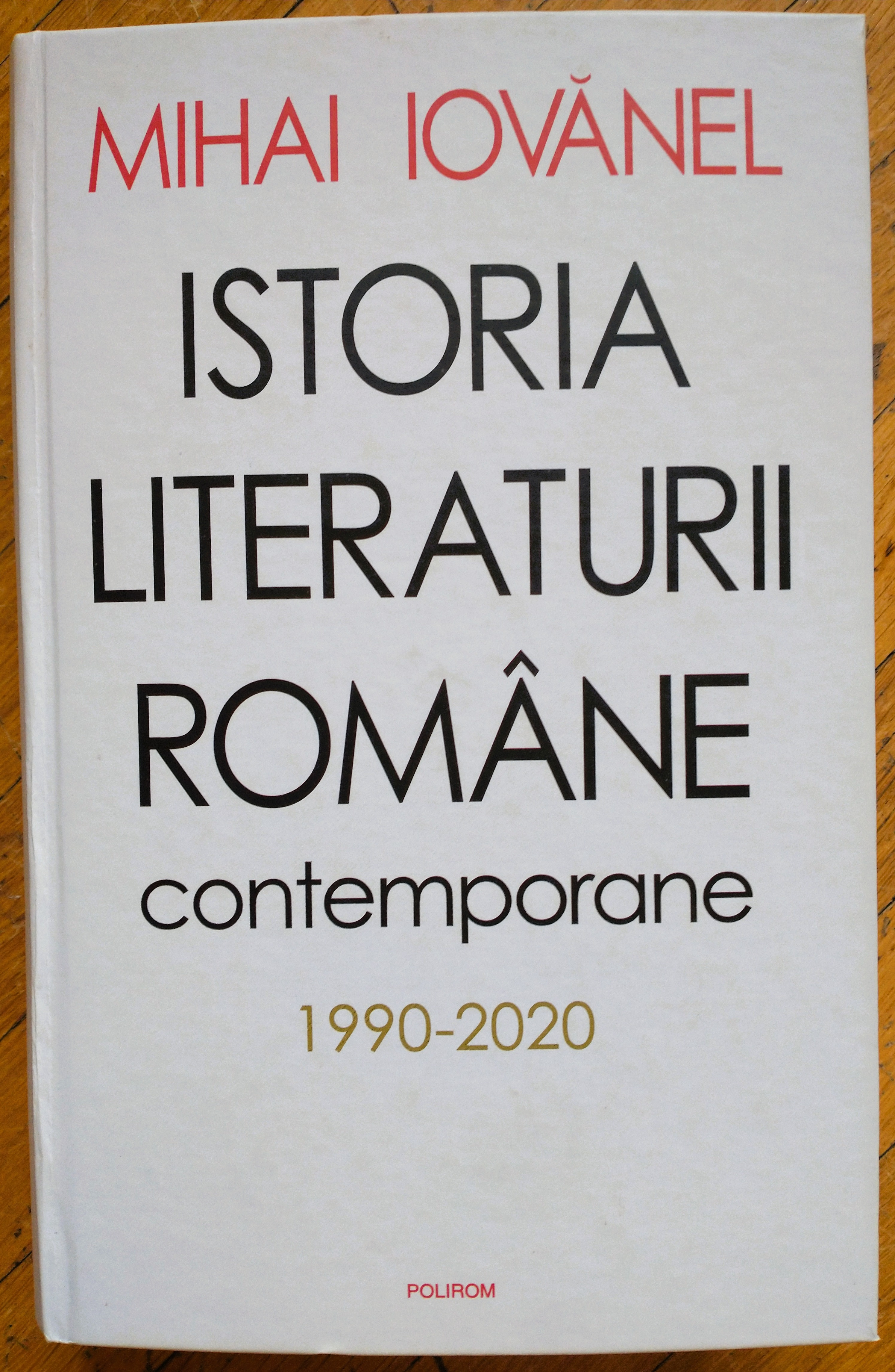
Mihai Iovănel, Istoria literaturii contemporane

Apărută în 2021, este cea mai recentă istorie literară românească și singura istorie a literaturii române postcomuniste. Este, de altfel, și prima istorie postdecembristă ale cărei premise metodologice sunt declarat marxiste. Cartea continuă îndeaproape o operă precedentă, Ideologiile literaturii în postcomunismul românesc, publicată în 2017. Acolo, autorul își propunea să facă o analiză de discurs ideologic nu doar a lumii literare românești în sens restrâns, ci a lumii culturale din ultimii treizeci de ani și ale locurilor ei ideologice comune (nostalgia culturală pentru perioada interbelică, dinamica comunism-anticomunism, reîntoarcerea repetată la ideea „autonomiei esteticului”). În Ideologii... oferea și o analiză schematică a pieței și instituțiilor literare și una a miturilor cu care literatura română a ultimelor trei decenii a lucrat. Istoria... ia toate aceste date și extinde analiza lor, adăugându-le mai multe nume de autori și o analiză mai amănunțită a problemelor. Autorul declară încă din prefață că urmărește:„cartografierea literaturii de după 1989 din perspectiva dublă, dar complementară, a relației dintre suprastructura ideologică a perioadei și literatura propriu-zisă” pe calapodul unei „istorii marxiste a literaturii contemporane”.
Ce deosebește această istorie de cele precedente și tradiționale, de care Iovănel se dezice, este că dă mai mare atenție, pe de o parte, condițiilor materiale care susțin literatura română contemporană, și - pe de altă parte - că face o analiză nu doar a literaturii propriu-zise, ci și a discursului cultural postdecembrist în totalitatea sa. Pune în plus un mai mare accent pe literatura LGBTQ, pe interferențele literatură-tehnologie, și, în general, pe literatura de factură realistă pe care o împarte între reprezentanții unui „realism mizerabilist” (ca Radu Aldulescu, Petre Barbu) și ai unui „realism capitalist” (ca Dan Lungu, Lavinia Braniște sau Iulian Bocai).
Autorul a fost acuzat și că încearcă să reînvie vocabularul ideologic al criticii de stânga și, mai ales în paginile revistei Observator cultural, de tezism reducționist.

## Opera
- Istoria literaturii române contemporane 1990-2020, Polirom, Iași, 2021
- Ideologiile literaturii în postcomunismul românesc, Editura Muzeul Literaturii Române, București, 2017.
- Roman polițist, Editura Tact, Cluj-Napoca, 2015.
- Evreul improbabil. Mihail Sebastian: o monografie ideologică, Editura Cartea Românească, București, 2012